# Calcageria incidens
Calcageria incidens är en tvåvingeart som beskrevs av Charles Howard Curran 1927. Calcageria incidens ingår i släktet Calcageria och familjen parasitflugor. Inga underarter finns listade i Catalogue of Life.